# Rosyjska Zjednoczona Partia Socjaldemokratyczna
Rosyjska Zjednoczona Partia Socjaldemokratyczna (ros. Российская объединённая социал-демократическая партия; ROSDP) była przejściową rosyjską centrolewicową partią polityczną kierowaną przez Michaiła Gorbaczowa, byłego prezydenta ZSRR.

## Historia
Na początku 2000 r. przywódcy i przedstawiciele szeregu partii i organizacji socjaldemokratycznych postanowili zwrócić się do byłego prezydenta ZSRR M. Gorbaczowa z apelem o zjednoczenie i kierowanie ruchem socjaldemokratycznym w Rosji. Moment nie został wybrany przypadkowo: z jednej strony nastąpił całkowity kryzys rosyjskiej socjaldemokracji, z drugiej zaś wraz z odejściem Borysa Jelcyna z rosyjskiej sceny politycznej powrót na nią Gorbaczowa stał się całkiem możliwy.
11 marca 2000 r. M. Gorbaczow stanął na czele Rosyjskiej Zjednoczonej Partii Socjaldemokratycznej (ROSDP), która zdołała zjednoczyć w swoich szeregach przedstawicieli około dwunastu partii i organizacji socjaldemokratycznych.
Kierownictwo ROSDP obejmowało przedstawicieli byłej SDPR (B. Orłow), RSDS (B. Gusieletow, A. Łukiczew), ruchu socjaldemokratów (G. Popow), Międzynarodowej Unii (A. Mikitajew) i innych.
ROSDP ogłosiła się spadkobierczynią tradycji RSDLP (mieńszewików). ROSDP wystąpiła przeciwko „liberalnemu fundamentalizmowi, którego realizacja doprowadziła kraj do upadku w ciągu ostatnich dziesięciu lat”.
Partia została oficjalnie zarejestrowana 29 maja 2000 roku.
25 listopada wszystkie partie koalicyjne oficjalnie połączyły się w Socjaldemokratyczną Partię Rosji.